# Quédate Conmigo
"Quédate Conmigo" ("Fique Comigo" em espanhol) é uma música interpretada pela cantora espanhola Pastora Soler. Balada composta por Thomas G:son, Tony Sánchez-Ohlsson e Erik Bernholm, representou a Espanha no Festival Eurovisão da Canção de 2012, realizado na cidade de Baku, no Azerbaijão, se classificando na 10ª posição na final.

## Histórico
Em dezembro de 2011, Pastora Soler foi anunciada pela RTVE como a representante da Espanha no Festival Eurovisão do ano de 2012. O canal de TV justificou sua escolha dizendo ter optado por uma artista consagrada, que na ocasião já tinha 17 anos de uma carreira musical bem-sucedida.

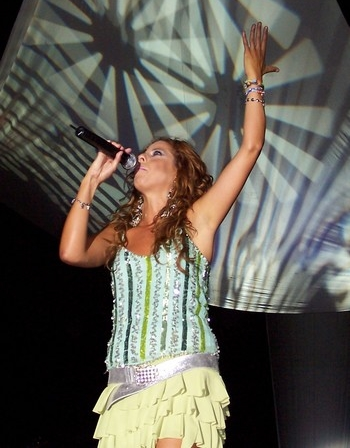
Pastora Soler, a intérprete de "Quédate Conmigo", durante um concerto em 2006.

Após a definição da intérprete, a televisão espanhola organizou uma disputa para que um júri especializado e os votos do público definissem que música Soler interpretaria no Festival Eurovisão. As quatro composições selecionadas, dentre cerca de 200 que foram enviadas por diversos autores, foram: "Quédate Conmigo", "Tu Vida Es Tu Vida", "Me Despido de Ti" e "Ahora o Nunca". Porém, em entrevista ao site Eurovision Spain, Pastora confessou que estava torcendo para que público e júri escolhessem a primeira, declarando: 
"Obviamente é difícil para todos concordarem, mas eu tinha que encontrar uma música que pudesse me imaginar cantando, que me deixasse animada em cantá-la. Uma coisa é ouvi-la, aprendê-la e tocá-la repetidamente porque você a ama, mas o teste decisivo foi cantá-la no estúdio. Além disso, trata-se de um estilo que nunca havia cantado antes. Já interpretei baladas latinas, mais mediterrâneas, e esta é uma balada mais internacional, no estilo das músicas que ouço de Celine Dion e Barbra Streisand." 
Na final, exibida em 4 de março de 2012, a canção vencedora foi determinada por 50% de votos do público por telefone, e outros 50% por um júri selecionado pela RTVE. "Quédate Conmigo" acabou sendo a música melhor pontuada, na combinação de pontos de júri e público (obteve 72 pontos, contra 56 da segunda colocada, "Tu Vida Es Tu Vida", e 52 da terceira, ""Ahora o Nunca"), sendo oficializada como a canção a defender a Espanha no Festival Eurovisão.
Em 20 de março de 2012, o videoclipe oficial da música, dirigido por Rafa Sañudo, foi lançado no canal oficial de Pastora Soler no YouTube.

## Festival Eurovisão da Canção
O evento foi sediado no Baku Crystal Hall, complexo com capacidade para 23 mil pessoas construído em Baku, no Azerbaijão, especialmente para sediar o Festival Eurovisão da Canção daquele ano.
Na grande final, que ocorreu em 26 de maio de 2012, a Espanha foi o 19º país a se apresentar. Pastora cantou "Quédate Conmigo" com o apoio de cinco backing vocals: Antonio Tomás Sepúlveda, Mey Green, Miguel Antelo, Rebeca Rods e Sheila Blanco.
Ao final da apuração, a Espanha ficou na 10ª posição, com 97 pontos, obtendo seu melhor resultado desde 2004.

## Reconhecimentos
Em 2019, o programa "La Mejor Canción Jamás Cantada", produzido e exibido pela RTVE ("Radio Televisión Española"), elegeu "Quédate Conmigo" a melhor música espanhola dos anos 2010 e a sexta melhor canção gravada na Espanha ao longo do período compreendido entre os anos 50, 60, 70, 80, 90, 00 e 10.
Em 31 de dezembro de 2021, o #ESC250, iniciativa online criada por fãs do Festival Eurovisão, que elege anualmente, desde 2009, as 250 músicas mais amadas da Eurovision de todos os tempos, classificou "Quédate Conmigo" na 17ª posição.
Em 2013, o livro "101 Amazing Facts About The Eurovision Song Contest", escrito por Jack Goldstein e Frankie Taylor, cita "Quédate Conmigo" como a segunda melhor canção já apresentada no Festival Eurovisão da Canção em todos os tempos.